# Mattias Mitku
Mattias Mitku, född 20 juli 2001, är en svensk fotbollsspelare som spelar för Sollentuna FK.

## Karriär
Mattias Mitku är uppvuxen i området Storvreten i Tumba, Botkyrka kommun. I tio-elva-årsåldern inledde han fotbollskarriären med spel i IFK Tumba, i vilka han stannade i fyra års tid. Han gjorde därefter en säsong i Huddinge IF varpå han anslöt till Djurgårdens IF:s U16-lag.

### Djurgårdens IF
Hösten 2020 kom Mitku upp i Djurgårdens seniorlag. Efter att ha funnits med på bänken i Allsvenskan skrev han i september 2020 på ett lärlingskontrakt med klubben. En dryg månad senare, den 19 oktober, fick han begå sin allsvenska debut. I underläge 0-2 mot Malmö FF byttes Mitku in och medverkade när Djurgården vände och vann matchen med 3-2. Det hann bli ytterligare två allsvenska framträdanden under hösten, varpå Mitku skrev på ett tvåårigt A-lagskontrakt.
I juli 2021 lånades Mitku ut till IFK Haninge i Ettan Norra. I mars 2022 lånades han ut till IF Karlstad på ett säsongslån.

### AFC Eskilstuna
Inför säsongen 2023 värvades Mitku av AFC Eskilstuna.

### Sollentuna FK
I januari 2024 värvades Mitku av Sollentuna FK.

## Statistik
| Klubb              | Säsong             | Liga               | Liga    | Liga | Nationell cup | Nationell cup | Totalt  | Totalt |
| Klubb              | Säsong             | Division           | Matcher | Mål  | Matcher       | Mål           | Matcher | Mål    |
| ------------------ | ------------------ | ------------------ | ------- | ---- | ------------- | ------------- | ------- | ------ |
| Djurgårdens IF     | 2020               | Allsvenskan        | 3       | 0    | 1             | 0             | 4       | 0      |
| Djurgårdens IF     | 2021               | Allsvenskan        | 0       | 0    | 1             | 0             | 1       | 0      |
| Djurgårdens IF     | Totalt             | Totalt             | 3       | 0    | 2             | 0             | 5       | 0      |
| IFK Haninge (lån)  | 2021               | Ettan Norra        | 12      | 1    | 0             | 0             | 12      | 1      |
| IF Karlstad (lån)  | 2022               | Ettan Norra        | 23      | 6    | 2             | 0             | 25      | 6      |
| AFC Eskilstuna     | 2023               | Superettan         | 12      | 0    | 1             | 0             | 13      | 0      |
| Sollentuna FK      | 2024               | Ettan Norra        | 21      | 3    | 2             | 0             | 11      | 1      |
| Totalt i karriären | Totalt i karriären | Totalt i karriären | 71      | 10   | 7             | 0             | 78      | 10     |